# Paavo Heininen
 (août 2025).
Si vous disposez d'ouvrages ou d'articles de référence ou si vous connaissez des sites web de qualité traitant du thème abordé ici, merci de compléter l'article en donnant les références utiles à sa vérifiabilité et en les liant à la section « Notes et références ».
Pour les articles homonymes, voir Heininen.
Paavo Johannes Heininen est un compositeur et un pianiste finlandais né le 13 janvier 1938 à Helsinki et mort le 18 janvier 2022 à Järvenpää,.

## Biographie
Heininen a commencé ses études musicales à l'Académie Sibelius d'Helsinki, où il eut Aarre Merikanto, Einojuhani Rautavaara Einar Englund et Joonas Kokkonen comme professeurs. Il les poursuit  à Cologne à la Staatliche Hochschule, avec Bernd Alois Zimmermann et Rudolf Petzoldi, puis à la Juilliard School of Music de New York avec Vincent Persichetti. Il a enseigné la composition à l'Académie Sibelius d'Helsinki à partir de 1966 ; parmi ses élèves, on peut citer Magnus Lindberg et Kaija Saariaho.
Il est un des plus importants compositeurs modernes finlandais mais aussi l'un des plus complexes. Sa musique a la réputation d'être « difficile » pour l'auditeur. Heininen appartient à une génération de l'« entre-deux », n'ayant pas vraiment été un traditionaliste, ni suivi le mouvement avant-gardiste des compositeurs plus jeunes.

## Principales œuvres
- Sonatine pour piano op. 2 (1957)
- Symphonie n°1 op. 3 (1958)
- Preambolo op. 4 (1959)
- Tripartita op. 5 pour orchestre (1959)
- Concerto pour orchestre à cordes op. 6 (1959)
- Soggetto op. 10 (1963)
- Adagio...concerto per orchestra in forma di variationi  op. 12 (1963-1966)
- Sextuor Musique d'été op. 11 (1963-67)
- Concerto pour piano n°1 (1964)
- Discantus (1965-1976)
- Concerto pour piano n° 2 op. 15 (1966)
- Cantico delle creature op. 17 (1968)
- Symphonie n° 3 op. 20 (1969)
- The Autumns, pour chœurs op. 22 (1970)
- Cantilènes (1970)
- Symphonie n° 4 op. 27 (1971)
- Poesia squillante ed incandescente op. 32a (1974)
- Préludes, études, poème, op. 32b (1974)
- Quatuor à cordes, op. 32c (1974)
- Maiandros (1977)
- Reality, (1978)
- Dia, (1979)
- Cor meum, (1979)
- Jeu I, pour flûte et piano; Jeu II, pour violon et piano (1980)
- Concerto pour chanteurs, instrumentistes, mots, images et mouvements (1981)
- Concerto pour piano n°3 op. 46 (1981),
- Silkkirumpu (Le tambour de soie), opéra op. 45 (1983)
- Dicta (1983)
- Concerto pour saxophone (1983)
- Concerto pour violoncelle (1985)
- Veitsi (le Couteau), Opéra, livret de Veijo Meri, op. 55 (1989)

## Discographie
- Einar Englund, Paavo Heininen, sonates pour violon et piano; Kaija Saarikettu, violon, Marita Viitasalo, piano, Ondine, ODE 726-2, 1989